# Liste der Naturdenkmale in Berghülen
| Naturdenkmale | Anzahl |
| ------------- | ------ |
| FND           | 9      |
| END           | 31     |
| Gesamt        | 40     |

Die Liste der Naturdenkmale in Berghülen nennt die verordneten Naturdenkmale (ND) der im baden-württembergischen Alb-Donau-Kreis liegenden Gemeinde Berghülen. In Berghülen gibt es insgesamt 40 als Naturdenkmal geschützte Objekte, davon 9 flächenhafte Naturdenkmale (FND) und 31 Einzelgebilde-Naturdenkmale (END).
Stand: 31. Oktober 2016.

## Flächenhafte Naturdenkmale (FND)
| Name                              | Bild | Kennung     | Einzelheiten | Position | Fläche Hektar | Datum         |
| --------------------------------- | ---- | ----------- | ------------ | -------- | ------------- | ------------- |
| Erdfall mit Schluckloch           | BW   | 84250170036 | Berghülen    | ⊙        | 0,1           | 31. Juli 1997 |
| Erdfall                           | BW   | 84250170008 | Berghülen    | ⊙        | 0,0           | 31. Juli 1997 |
| Erdfall                           | BW   | 84250170010 | Berghülen    | ⊙        | 0,1           | 31. Juli 1997 |
| Gehölzbestand                     | BW   | 84250170025 | Berghülen    | ⊙        | 0,0           | 31. Juli 1997 |
| Gehölzgruppe                      | BW   | 84250170033 | Berghülen    | ⊙        | 0,3           | 31. Juli 1997 |
| Heckenlandschaft mit Trockenrasen | BW   | 84250170027 | Berghülen    | ⊙        | 3,4           | 31. Juli 1997 |
| Oberweiler Hüle                   |      | 84250170022 | Berghülen    | ⊙        | 0,1           | 31. Juli 1997 |
| Wacholderheide                    | BW   | 84250170026 | Berghülen    | ⊙        | 0,6           | 31. Juli 1997 |
| Weidbuchengruppe                  | BW   | 84250170029 | Berghülen    | ⊙        | 0,3           | 31. Juli 1997 |
| Legende für Naturdenkmal          |      |             |              |          |               |               |

## Einzelgebilde (END)
| Name                             | Bild | Kennung     | Einzelheiten                                          | Position | Fläche Hektar | Datum         |
| -------------------------------- | ---- | ----------- | ----------------------------------------------------- | -------- | ------------- | ------------- |
| Doppelstämmige Rotbuche          | BW   | 84250170030 | Berghülen                                             | ⊙        | 0,0           | 31. Juli 1997 |
| Lindengruppe (5 Sommerlinden)    | BW   | 84250170005 | Berghülen                                             | ⊙        | 0,0           | 31. Juli 1997 |
| Rotbuche                         | BW   | 84250170028 | Berghülen                                             | ⊙        | 0,0           | 31. Juli 1997 |
| 1 Mehlbeere                      | BW   | 84250170021 | Berghülen                                             | ⊙        | 0,0           | 31. Juli 1997 |
| 1 Rotbuche (Feldbuche)           | BW   | 84250170012 | Berghülen                                             | ⊙        | 0,0           | 31. Juli 1997 |
| 1 Rotfichte (Wetterfichte)       | BW   | 84250170039 | Berghülen                                             | ⊙        | 0,0           | 31. Juli 1997 |
| 1 Sommerlinde                    | BW   | 84250170003 | Berghülen                                             | ⊙        | 0,0           | 31. Juli 1997 |
| 1 Sommerlinde                    | BW   | 84250170004 | Berghülen                                             | ⊙        | 0,0           | 31. Juli 1997 |
| 1 Sommerlinde                    | BW   | 84250170006 | Berghülen                                             | ⊙        | 0,0           | 31. Juli 1997 |
| 1 Sommerlinde                    | BW   | 84250170013 | Berghülen                                             | ⊙        | 0,0           | 31. Juli 1997 |
| 1 Sommerlinde                    | BW   | 84250170014 | Berghülen Nicht mehr in der LUBW-Datenbank vorhanden. | ⊙        | 0,0           | 31. Juli 1997 |
| 1 Sommerlinde                    | BW   | 84250170015 | Berghülen                                             | ⊙        | 0,0           | 31. Juli 1997 |
| 1 Sommerlinde                    | BW   | 84250170016 | Berghülen Nicht mehr in der LUBW-Datenbank vorhanden. | ⊙        | 0,0           | 31. Juli 1997 |
| 1 Sommerlinde                    | BW   | 84250170019 | Berghülen                                             | ⊙        | 0,0           | 31. Juli 1997 |
| 1 Sommerlinde                    | BW   | 84250170020 | Berghülen                                             | ⊙        | 0,0           | 31. Juli 1997 |
| 1 Sommerlinde                    | BW   | 84250170034 | Berghülen Nicht mehr in der LUBW-Datenbank vorhanden. | ⊙        | 0,0           | 31. Juli 1997 |
| 1 Stieleiche (Feldeiche)         | BW   | 84250170009 | Berghülen                                             | ⊙        | 0,0           | 31. Juli 1997 |
| 1 Stieleiche (Feldeiche)         | BW   | 84250170035 | Berghülen                                             | ⊙        | 0,0           | 31. Juli 1997 |
| 1 Stieleiche (Feldeiche)         | BW   | 84250170040 | Berghülen                                             | ⊙        | 0,0           | 31. Juli 1997 |
| 1 Stieleiche (Feldeiche)         | BW   | 84250170041 | Berghülen                                             | ⊙        | 0,0           | 31. Juli 1997 |
| 1 Stieleiche                     | BW   | 84250170002 | Berghülen                                             | ⊙        | 0,0           | 31. Juli 1997 |
| 1 Stieleiche                     | BW   | 84250170011 | Berghülen                                             | ⊙        | 0,0           | 31. Juli 1997 |
| 1 Stieleiche                     | BW   | 84250170037 | Berghülen                                             | ⊙        | 0,0           | 31. Juli 1997 |
| 1 Stieleiche                     | BW   | 84250170038 | Berghülen                                             | ⊙        | 0,0           | 31. Juli 1997 |
| 1 Winterlinde (Schützenlinde)    | BW   | 84250170017 | Berghülen                                             | ⊙        | 0,0           | 31. Juli 1997 |
| 1 Winterlinde                    | BW   | 84250170007 | Berghülen                                             | ⊙        | 0,0           | 31. Juli 1997 |
| 1 Winterlinde                    | BW   | 84250170018 | Berghülen                                             | ⊙        | 0,0           | 31. Juli 1997 |
| 1 Winterlinde                    | BW   | 84250170023 | Berghülen                                             | ⊙        | 0,0           | 31. Juli 1997 |
| 1 Winterlinde                    | BW   | 84250170024 | Berghülen                                             | ⊙        | 0,0           | 31. Juli 1997 |
| 2 Rotbuchen                      | BW   | 84250170031 | Berghülen                                             | ⊙        | 0,0           | 31. Juli 1997 |
| 2 Sommerlinden (Friedhofslinden) | BW   | 84250170032 | Berghülen                                             | ⊙        | 0,0           | 31. Juli 1997 |
| Legende für Naturdenkmal         |      |             |                                                       |          |               |               |